# مرکز تمرین المپیک ریو دو ژانیرو
مرکز تمرین المپیک ریودو ژانیرو (به انگلیسی: Olympic Training Center) یک مجموعه ورزشی دارای ۴ سالن سرپوشیده برای برگزاری مسابقات ورزشی در ریودو ژانیرو، برزیل است.
این مجموعه ورزشی که مخصوص بازی‌های المپیک تابستانی ۲۰۱۶ و بازی‌های پارالمپیک تابستانی ۲۰۱۶ در سال ۲۰۰۹ شروع به ساخت در سال ۲۰۱۵ افتتاح خواهد شد و مسابقات بسکتبال، جودو، تکواندو، کشتی، هندبال (المپیک) و بسکتبال با ویلچر، راگبی با ویلچر، جودو، بوچیا, والیبال نشسته و گلبال (پارالمپیک) در آن برگزار خواهد شد.